# Орр, Филип
Филип Эндрю Орр (англ. Philip Andrew Orr, родился 14 декабря 1950 года в Дублине) — ирландский регбист, выступавший на позиции столба (пропа).

## Биография
Окончил Дублинскую среднюю школу и Тринити-колледж. На протяжении более чем 20 лет играл за клуб «Олд Уэсли». За сборную Ирландии сыграл 58 матчей, дебютировал 7 февраля 1976 года в матче против Франции на парижском «Парк де Пренс». С 1976 по 1986 годы выступал на Кубках пяти наций, завоевав с командой в 1982 и 1985 годах Тройную корону. В 1977 году в составе «Британских и ирландских львов» участвовал в турне по Новой Зеландии, сыграв один тест-матч против «Олл Блэкс» (поражение 12:16).
В 1980 году Орр был в заявке той же сборной на турне по ЮАР, но не сыграл ни одного тест-матча, а в 1983 году пропустил турне по Новой Зеландии по личным причинам. Сыграл три матча на чемпионате мира 1987 года (против Уэльса 25 мая и против Канады 30 мая на групповом этапе, а также против Австралии 7 июня в четвертьфинале), причём матч против австралийцев стал последним. В 1978 и 1984 годах проводил два матча за клуб «Барбарианс» — против новозеландцев в 1978 году и против австралийцев в 1984 году.
В 1991 году Орр был назначен президентом клуба «Олд Уэсли», а в 2009 году был избран в комитет Ирландского регбийного союза. С 14 июля 2017 по 13 июля 2018 — президент союза.